# Rutilio Benzoni
Pour les articles homonymes, voir Benzoni.
Rutilio Benzoni (né probablement à Rome vers 1542 et mort à Lorette le  31 janvier 1613) est un prélat catholique romain qui a été évêque de Recanati e Lorette (1592-1613)  et évêque de Loreto (1586-1592).

## Biographie
Rutilio Benzoni est né probablement à Rome, en 1542 , .   
Le 16 décembre 1586, il est nommé évêque de Lorette pendant la papauté de Sixte V .    
Le 28 décembre 1586, il est consacré évêque par Decio Azzolini (seniore), évêque de Cervia, avec Giulio Ricci, évêque de Teramo et Vincenzo Casali, évêque de Massa Marittima, servant comme co-consécrateurs .    
Le 9 février 1592, il est nommé évêque de Recanati et Loreto après la fusion du diocèse avec le diocèse de Recanati .    
Il a été évêque de Recanati et Loreto jusqu'à sa mort le 31 janvier 1613.  
Pendant qu'il était évêque, il fut le principal co-consécrateur de Marcello Crescenzi, évêque d'Assise (1591)  et Paolo Emilio Sfondrati, évêque de Crémone (1607).